# Poudrière du bourg d'Île-d'Aix
La poudrière du bourg est situé sur l'île d'Aix, en France.

## Historique
Le bâtiment est classé au titre des monuments historiques par arrêté du 19 novembre 2010.